# كام أتكينسون
كام أتكينسون (بالإنجليزية: Cam Atkinson)‏ هو لاعب هوكي جليد أمريكي، ولد في 5 يونيو 1989 في غرينيتش في الولايات المتحدة.

## وصلات خارجية
- كام أتكينسون على موقع دوري الهوكي الوطني (الإنجليزية)
- كام أتكينسون على موقع EliteProspects.com (الإنجليزية)
- كام أتكينسون على موقع Eurohockey.com (الإنجليزية)
- كام أتكينسون على موقع HockeyDB.com (الإنجليزية)
- كام أتكينسون على موقع Hockey-Reference.com (الإنجليزية)